# Tembok Dukuh
Tembok Dukuh is een bestuurslaag in het regentschap Soerabaja van de provincie Oost-Java, Indonesië. Tembok Dukuh telt 21.732 inwoners (volkstelling 2010).